# Giovanni Mongini
Giovanni Mongini, detto Vanni (Ferrara, 14 luglio 1944 – Gaiba, 29 giugno 2025), è stato uno scrittore, produttore cinematografico, saggista, critico cinematografico e collezionista italiano di fantascienza, per 10 volte vincitore del Premio Italia.

## Biografia
Tra i maggiori esperti italiani di cinema di fantascienza, nacque a Ferrara nella frazione di Quartesana, e si è dedicato alla fantascienza fin da giovane; i suoi interessi hanno da sempre spaziato dal cinema alla narrativa, ma è con il primo che ha trovato il successo. È stato produttore cinematografico ed è stato il primo, assieme alla figlia Claudia, a gestire una cineteca specializzata, da alcuni considerata tra le più fornite al mondo.
Appassionato fin da ragazzino di science fiction, non mancava una pellicola al cinema e cominciò a raccogliere materiale cinematografico in Super8 e 16mm; fondò il Club 3 Passi nell'Ignoto e successivamente il Club Altair 4, nelle cui rassegne vengono proiettate, tra le altre, alcune delle pellicole raccolte. Da qui la creazione della Cineteca Pleiadi, a Ferrara, divenuta in pochi anni una delle più fornite d'Europa e del mondo per quanto riguarda il cinema di fantascienza, per la presenza di pellicole rare ed introvabili. 
Nell'ambito cinematografico è stato tra gli organizzatori, insieme a Dario Argento e Carlo Rambaldi, suoi amici di sempre, della prima convention di SciFi a Ferrara, lo SFIR (Science Fiction Italian Roundabout) ripetutasi per vari anni e dalla quale nacquero le attuali convention italiane; proprio in uno SFIR venne istituito il Premio Cometa d'Argento divenuto poi Premio Italia.
È stato più volte nella giuria del Festival di Trieste, al Fantafestival di Roma e al Festival di Sitges in Spagna. 
Ha collaborato con storiche riviste di fantascienza come Adventure Flash, che in seguito divenne Saturnia Adventure, Robot e Nova SF*.
Nel 1976 pubblicò per Fanucci Editore la prima edizione della Storia del Cinema di Fantascienza, in due volumi.
Si dedicò anche al cinema, producendo il film Il gatto nero (The Black Cat, 1989, anche noto come De Profundis) di Luigi Cozzi, che non ottenne richiami e consensi. Ebbe modo inoltre di frequentare i set cinematografici di Dario Argento.
Nel 1999 ritornò all'editoria con la pubblicazione di 11 nuovi volumi della Storia del Cinema di Fantascienza, stavolta curati assieme alla figlia Claudia, che giungono a trattare fino agli anni 2000, sempre per la Fanucci. L'opera si è aggiudicata il Premio Italia, aggiungendosi alle altre cinque vittorie di Mongini, che fino al 2017 detiene il primato del maggior numero di vincite del premio nella categoria "saggi in volume", con tre premi da solo (2008-2013-2014), due con Claudia Mongini (2000-2001) e uno con Nicola Vianello (2011).
Per la Perseo Libri e per la Elara Libri si è occupato di narrativa, romanzi e saggi brevi. 
Nel 2011 con Luigi Pizzimenti si è impegnato nella realizzazione del Musef, un museo della fantascienza, del fantastico e dell'astronautica presso il comune di Gaiba (provincia di Rovigo), dove vengono raccolti tutti i pezzi della loro estesa collezione di libri, gadget, modellini, autografi, dischi, DVD, VHS e altro.
È morto il 29 giugno 2025.

## Opere
- La chiave, La Tribuna editore, 1968.
- Storia del cinema di fantascienza, Fanucci, 1976, 2 volumi; edizione ampliata, Fannucci, 1999, 11 volumi (con Claudia Mongini).
- Metastasi umana, NovaSF*, Libra Editrice, 1976.
- George Pal, il Conquistatore delle stelle, Nebula Film Editrice, 1979 (con Luigi Cozzi).
- Rosa Sapiens, NovaSF*, Libra Editrice, 1999.
- ll sipario di stelle, Perseo Libro, 2002.
- La Fantascienza sugli Schermi, Perseo Libri, 2002.
- Dracula Ora!, Futuro Europa, 2002.
- La Fantascienza sugli Schermi 2, Perseo Libri, 2003.
- Il triangolo a due lati, Futuro Europa, 2003
- Lontano nell'universo, Perseo Libri, 2003.
- Le mosche preferiscono volare, Futuro Europa, 2003.
- Eternità, Futuro Europa, 2003.
- Il giorno dopo il tramonto del sole, Futuro Europa, 2004.
- La Fantascienza sugli Schermi 3 (e altrove), Perseo Libri, 2004.
- La Galassia dei soli nascenti, Perseo Libri, 2005.
- La grande caccia allo sferoide bianco, Futuro Europa, 2005
- Quando al cinema c'è Star Trek, Elara Libri, 2008.
- Quando al cinema c'è Star Wars, Edizioni della Vigna, 2011 (con Nicola Vianello).
- Gli universi dei guardiani del tempo, Edizioni della Vigna, 2014.
- Il Popolo che perse le stelle, Edizioni della Vigna, 2015.